# 宝塔芋螺
宝塔芋螺（学名：Conus pagodus），是新腹足目芋螺科芋螺属的一种。主要分布于中国大陆、台湾，常栖息在潮下带。